# Audyt badania klinicznego
Audyt badania klinicznego – oznacza niezależną kontrolę procedur i dokumentacji badania klinicznego prowadzoną przez sponsora, jako element
systemu zapewnienia jakości, w celu ustalenia, czy badanie kliniczne jest lub było prowadzone zgodnie z protokołem
badania klinicznego, a dane uzyskane w związku z badaniem klinicznym są lub były zbierane, analizowane i raportowane
zgodnie z protokołem badania klinicznego oraz procedurami postępowania opracowanymi przez sponsora w celu
ujednolicenia sposobu wykonywania określonych czynności związanych z badaniem klinicznym.